# Louis Moholo
Louis Moholo (Fokváros, 1940. március 10. – Dél-afrikai Unió, 2025. június 13.) dél-afrikai dzsesszdobos.

## Pályafutása
Louis Moholo Fokvárosban született (mint Chris McGregor, Johnny Dyani, Nikele Moyake, Mongezi Feza és Dudu Pukwana is). Megalakította a The Blue Notes együttest, majd együtt költözött vwlük 1964-ben velük Európába. Ez az afrikai emigráns közösség jelentős mértékben hozzájárult a brit dzsesszhez. Louis Moholo Londonban telepedett le.
1966-ban az Moholo Buenos Airesben turnézott, ahol Steve Lacyvel, Johnny Dyanival és Enrico Rava-val fellépett a Theatronban, és felvette a „The Forest and the Zoo” című albumot. Tagja volt a Brotherhood of Breath-nek, egy nagyzenekarnak, amely számos dél-afrikai zenészből és a brit free jazz közösség vezető zenészeiből állt. Az 1970-es években létrehozta a „Viva la Black” és a „The Dedication Orchestra” együtteseket. Első nevét viselő albuma, a „Spirits Rejoice” a brit és dél-afrikai dzsessz klasszikus példája.
Az 1970-es évek elején Moholo az Assagai afro-rock együttes tagja is volt.
2005 szeptemberében tért vissza Dél-Afrikába, ahol fellépett a johannesburgi az Unyazi Electronic Music Festivalon. 2017 márciusában a fokvárosi Kalk-öbölben található Olympia Bakeryben volt egy műsora, ahol Louis Mark Fransman, Reza Khota, Keenan Ahrends és Brydon Bolton társaságában lépett fel.

## Albumok
- Discography
- MusicBrainz